# Carex bostrychostigma
Carex bostrychostigma är en halvgräsart som beskrevs av Carl Maximowicz. Carex bostrychostigma ingår i släktet starrar, och familjen halvgräs. Inga underarter finns listade i Catalogue of Life.